# Chiesa dei Santi Cosma e Damiano (Rezzago)
La chiesa dei Santi Cosma e Damiano è un luogo di culto cattolico, un esempio del romanico lombardo nella Valassina, si trova a Rezzago e sorge fuori dal centro abitato. L'edificio presenta molte affinità con la chiesa dedicata a sant'Alessandro di Lasnigo.

## Storia
La chiesa ha una storia molto antica come indicano gli studi archeologici compiuti negli anni '80 del XX secolo che la farebbero risalire tra il V e il VII secolo. Gli scavi rinvennero non solo le mura meridionali dell'edificio ma anche resti di sepolture e una lucerna in vetro. La chiesa fu edificata sulle fondamenta di un luogo di culto paleocristiano risalente all'alto medioevo. e presenta le caratteristiche architettoniche dei Maestri comacini. L'intitolazione ai santi Cosma e Damiano che erano due medici la cui devozione ebbe inizio nel IV secolo diffondendosi su tutta la zona alpina perché i loro medicamenti erano ritenuti miracolosi, darebbero ulteriore conferma sulla data di costruzione. La chiesa risulta essere inserita tra quelle della pieve di Asso ancora nel 1564 come dagli atti delle visite pastorali..
L'edificio è inoltre indicato nel Liber Notitiae Sanctorum Mediolani, elenco risalente al XIII secolo, voluto e forse stilato da Goffredo da Bussero che raccoglie informazioni relative alle chiese poste sul territorio milanese, probabilmente nel periodo in cui la chiesa era in costruzione nell'architettura romanica e mentre era in atto l'elevazione della torre campanaria, vi viene inoltre indicata l'unica navata terminante con l'abside quadrata, quindi quando la parte più antica era già stata distrutta.
I primi anni del XVI secolo videro lavori di cambiamento strutturale dell'edificio, l'abside semicircolare fu infatti sostituita con quella rettangolare e la volta a crociera che venne poi affrescata da Andrea De Passeri, e l'aggiunta della navata a destra. Il portico che era presente sull'antica facciata fu rimosso come ordinato nella visita pastorale del vescovo Gianantonio Volpi del 1566-67. La comunità venne visitata anche da san Carlo Borromeo nel 1570 che ordinò il completamento degli interni con l'ultimazione della navata destra, nonché la costruzione della fonte battesimale e della sacrestia, e l'apertura di oculo sulla facciata così da dare luce all'interno. Così come ordinato la chiesa fu ultimata nel 1584 con la posa del battistero nella parte meridionale della navata.
Dedicata e elevata a parrocchia fin dalla sua costruzione divenne chiesa ausiliaria della nuova parrocchia dedicata a Santa Maria Nascente, come era stato ordinato da Federico Borromeo nel 1654, perché dalle relazioni delle visite pastorali la chiesa risultava essere troppo piccola per il numero dei fedeli. Nel 1719 il tetto presentava problemi di infiltrazioni d'acqua fu così rifatta la copertura. Il 1757 vide la costruzione delle cappelle dedicate alla Via Crucis poste intorno al sagrato e dipinte da Giovanni Moneta, la loro costruzione fu ultimata nei primi anni del XIX secolo aperte al culto con il rito della benedizione nell'ottobre del 1816.
L'edificio presentava ammaloramenti e durante il XX secolo furono eseguiti lavori di mantenimento sia alla torre campanaria che alla chiesa, mentre le pitture presenti nelle edicole furono sostituite con mosaici realizzati dal milanese Vincenzo Gasparetti. Nel 1982 furono eseguiti lavori di ricerca archeologica con il ritrovamento delle originali del periodo longobardo. Nel 1985 è stata sostituita la pavimentazione con formelle di cotto.

## Descrizione

### Esterno
La chiesa con l'orientamento tradizionale è collocata fuori dal centro urbano anticamente era zona cimiteriale di cui sono rimaste le mura perimetrali. Le edicole settecentesche raffiguranti la Via Crucis sono poste sul muro del sagrato.

La facciata con tetto a capanna composta da pietre a vista presenta il portale centrale con contorni in pietra è terminante con una lunetta, nella parte superiore vi è l'oculo, e una piccola apertura rettangolare a destra. La parte superiore culmina con un'apertura a croce. La parte destra della facciata è di maggior misura a indicare il porticato che correva sul lato meridionale, chiuso e sostituito con la navata destra. La parte laterale ha una disposizione differenti dei conci che ben identifica i diversi periodi. La torre campanaria è posta a sud della chiesa realizzata nel XVI secolo dal classico ornamentale romanico e corrisponde a molti campanili del periodo posti della Vallassina. Il campanile si presenta su sei ordini di cui i primi due con feritoie mentre quelli superiori da bifore intervallate da archetti pensili e fregi a dente di sega.

### Interno
L'interno è composto da due navate, quella centrale che termina con il presbiterio rettangolare a cui si accede da un basso gradino, mentre quella laterale è da considerarsi come la cappella dedicata alla Vergine. La navata principale è divisa in due campate di dimensioni differenti. L'esterno della zona absidale conserva il dipinto della Pietà, mentre sull'arco trionfale vi è raffigurata l'"Annunciazione" e il sottarco vi sono i profeti, anche se parte di questi sono andati perduti, e la parte centrale vi è la raffigurazione di Dio padre con gli evangelisti e i dottori della chiesa. Le pareti dell'absidale presenta il maggior ciclo di affreschi, realizzai nel 1505 da Andrea De Passeri come risulterebbe dai contratti firmati dall'artista con la comunità di Rezzago, sulla parete di fondo è dipinta la grande "Crocifissione", quella di destra la "Pentecoste" mentre la parte inferiore vi sono dipinti alcuni santi: sant'Antonio Abate, san Sebastiano e sant'Agata con i relativi attributi.
L'affresco, sempre eseguito dal De Passeri della "Pentecoste" e quello maggiormente ben conservato e presenta un soggetto abbastanza singolare. La scena è collocata in una stanza dove la Madonna è seduta su panchina di marmo ed è circondata dagli apostoli. Una colomba entra dalla finestra a bifora posta nella parte superiore della stanza a simboleggiare la discesa dello Spirito Santo. Testimone dell'evento è un santo che, presente nella parte esterna della stanza, legge un libro e tiene tra le mani un serpente, probabilmente san Paolo.
Alcune pitture presentano ritocchi e colorazioni eseguite in epoche differenti, tentativi di restauri conservativi.